# Ken il guerriero (film)
Ken il guerriero (北斗の拳?, Hokuto no ken) è un film del 1986 diretto da Toyoo Ashida. Basato sull'omonimo manga scritto da Buronson e disegnato da Tetsuo Hara, il film anime fu prodotto dalla Toei Animation, all'epoca al lavoro anche su una serie TV tratta dal manga che presenta lo stesso cast e parte della stessa troupe (tra cui il regista e il character designer). Fu distribuito in Giappone dalla Toei Company l'8 marzo 1986.
A differenza della serie TV, il film non è un adattamento fedele del manga, ma rielabora personaggi ed elementi della trama dei primi 75 capitoli. Tuttavia, il film conserva i contenuti più violenti e splatter del manga originale, che nella serie erano stati attenuati.
Il film è stato distribuito anche col titolo Ken il guerriero - Il film (劇場版 世紀末救世主伝説 北斗の拳?, Gekijōban seikimatsu kyūseishu densetsu Hokuto no ken).

## Trama
Una guerra nucleare globale ha trasformato la maggior parte della Terra in una landa desolata contaminata, con i sopravvissuti dell'umanità che ora combattono per le poche scorte di cibo e acqua incontaminate ancora rimaste. Kenshiro, un maestro della micidiale arte marziale della Divina Scuola di Hokuto, sta viaggiando con la sua fidanzata Julia quando si trova di fronte a una banda guidata dal suo ex amico Shin, un maestro della rivale Sacra Scuola di Nanto. Shin proclama di essere innamorato di Julia da molto tempo e sfida Ken. Dopo averlo sconfitto, Shin incide sette ferite sul petto di Ken e, credendolo morto, se ne va con Julia. Il fratello maggiore di Ken, Raoul, dopo aver assistito al combattimento senza intervenire, torna al suo dojo, dove trova il suo maestro Ryuken che medita. Raoul sfida la decisione di Ryuken di scegliere Ken come successore di Hokuto al posto suo e lo uccide, proclamando che diventerà il sovrano del nuovo mondo.
Un anno dopo, Ken vaga per la terra desolata come un eroe che protegge i deboli e gli innocenti da coloro che li depredano. Salva una coppia di bambini di nome Burt e Lynn da un gruppo di banditi e si allea con un altro maestro di Nanto di nome Rei, che sta cercando sua sorella Aily rapita. Ken scopre che il rapitore di Aily non è altro che Jagger, un altro suo fratello che si era spacciato per Ken nel tentativo di offuscare la sua reputazione e attirarlo. Ken si dirige al nascondiglio di Jagger e lo sconfigge, salvando Aily. Prima che muoia di una morte raccapricciante, Jagger rivela di essere stato lui a convincere Shin a tradire Ken, e che ora Shin vive con Julia nella sua roccaforte, la città di Croce del Sud. Altrove, Raoul, ora noto come "il conquistatore di fine secolo", ha accumulato un enorme esercito, espandendo il suo dominio sconfiggendo i signori della guerra rivali, e inizia a dirigersi verso Croce del Sud. Lì, Julia vive nel lusso sotto il dominio di Shin, che ora guida anch'egli un suo esercito.
Tuttavia, Julia rifiuta i doni di Shin, desiderando ardentemente di ricongiungersi con Ken. Quando sente che Ken è ancora vivo, tenta di sgattaiolare fuori dalla città, venendo però catturata da Raoul, che sfida Shin a combattere fino alla morte. Tempo dopo, Kenshiro arriva a Croce del Sud trovando la città in fiamme ei soldati di Shin morti. Shin è ancora vivo e combatte contro Ken, ma la battaglia non dura a lungo, poiché Shin ha già subito una ferita mortale dal suo incontro con Raoul. Prima di morire, Shin dice a Ken che Raoul ha catturato Julia e si è diretto a Cassandra, la città del diavolo. Lynn arriva a Cassandra insieme a Burt e Rei, e lì assistono all'esercito di Raoul che marcia per le strade. Lynn vede Julia prigioniera degli uomini di Raoul durante la parata e decide di irrompere nella prigione di Raoul più tardi quella notte con Burt.
I due incontrano Julia nella sua cella e le danno una pianta cresciuta da uno dei semi che le erano caduti quando aveva lasciato Ken. La pianta attira l'attenzione di Raoul, e Julia viene condannata a un'esecuzione pubblica la mattina seguente. Rei sfida Raoul, ma dimostra di non esserne all'altezza. Ken si precipita a Cassandra, ma arriva troppo tardi per impedire a Raoul di infliggere una ferita mortale a Rei. Dopo la morte di Rei, Kenshiro e Raoul scatenano tutta la loro potenza per combattersi a vicenda, distruggendo la maggior parte di Cassandra e infliggendosi gravi ferite. Raoul riesce a far perdere i sensi a Ken, ma prima che possa sferrargli il colpo finale, Lynn interrompe il combattimento e lo implora di risparmiare la vita a Ken. Raoul accetta la richiesta di Lynn e se ne va, giurando di rimandare la battaglia a un altro giorno. Ken lascia Lynn e Burt e continua la sua ricerca di Julia, misteriosamente scomparsa durante la battaglia finale.

## Distribuzione

### Edizione italiana
La prima edizione italiana del film fu distribuita direttamente in VHS nel 1993 dalla Granata Press. Il doppiaggio fu eseguito dalla C.R.C. sotto la direzione di Fabrizio Gargiulo, autore anche dei dialoghi. L'unico membro del cast italiano della serie TV a tornare nel proprio ruolo fu Graziella Polesinanti, doppiatrice di Burt. Come per la serie TV, il doppiaggio fu eseguito da uno scarso numero di doppiatori e fu mantenuto l'audio giapponese per urla e versi dei personaggi. L'adattamento di nomi e terminologia è sostanzialmente lo stesso della serie TV, con alcune differenze: Aily infatti viene chiamata Iri anziché Airi, mentre la città di Cassandra viene ribattezzata Casandra.
Una nuova edizione italiana, a cura di Yamato Video, è stata distribuita nei cinema da Nexo Digital dal 14 al 16 ottobre 2024. Il doppiaggio è stato eseguito dalla CDR presso la Sound Farm 999 e diretto da Giorgio Bassanelli Bisbal, anche autore dei dialoghi. Esso vede il ritorno nel proprio ruolo della sola Polesinanti, mentre Alessio Cigliano, voce di Kenshiro nella serie TV, torna a doppiare il protagonista dopo 35 anni. L'adattamento di nomi e terminologia è sostanzialmente coerente con quello della serie TV. Questa edizione presenta un restauro in alta definizione ad eccezione delle scene più violente e del finale rielaborato, ripristinati a partire da materiali di bassa qualità.

### Edizioni home video
Il film fu distribuito in VHS in Giappone nel 1988, due anni dopo la sua uscita nelle sale. Il ritardo è dovuto alla decisione di animare un nuovo finale in cui, a differenza della versione cinematografica, entrambi i combattenti sono ancora in piedi quando stanno per sferrare i loro reciproci colpi finali prima di essere interrotti da Lynn. Inoltre alcune scene particolarmente violente furono censurate, prevalentemente tramite filtri ed effetti in CGI. Tali modifiche furono mantenute anche in tutte le edizioni successive. Il film fu successivamente distribuito in Laserdisc il 21 settembre 1995 e in DVD-Video 21 novembre 2008, con un trasferimento rimasterizzato in alta definizione. Quest'ultima edizione del film includeva come extra, solo nella prima tiratura, il finale cinematografico.
In Italia il film fu distribuito in VHS nel 1993 dalla Granata Press e nel 1996 dalla Dynamic Italia. Queste edizioni sono note a livello internazionale in quanto presentano meno censure rispetto a tutte le altre edizioni home video. L'edizione DVD, su licenza Yamato Video, fu distribuita il 16 dicembre 2008 dalla Dolmen Home Video e ristampata nel giugno 2013 dalla Artist First. Il DVD include il film non restaurato e, come extra, una galleria di immagini.

## Accoglienza

### Incassi
In Giappone il film, prodotto con un budget di 700 milioni di yen, ne ha incassati circa 1,8 miliardi. In Italia il film ha totalizzato un incasso di 243 576 euro in tre giorni di programmazione.

## Altri media
Nel 1995 fu pubblicato l'anime comic con i fotogrammi del film. Nell'ottobre e nel novembre del 2000 il fumetto fu pubblicato in Italia, diviso in due volumi.